# Všemocný
Všemocný (v anglickém originále Limitless) je americký sci-fi thriller z roku 2011, který režíroval Neil Burger a scénář k němu napsal Leslie Dixon. Film vznikl na motivy románu The Dark Fields od Alana Glynna z roku 2001. Ve filmu hrají: Bradley Cooper, Abbie Cornish, Robert De Niro, Andrew Howard a Anna Friel. Příběh sleduje Edwarda Morru, ubohého spisovatele, který objeví nootropní drogu NZT-48, která mu po pozření dává schopnost vybavit si velmi podrobně vše co zná a zároveň mu usnadňuje učení se nových věcí za krátkou dobu. Film Všemocný měl premiéru 18. března 2011, stal se kasovním úspěchem a vydělal přes 161 milionů dolarů. Následně vznikl televizní seriál se stejným názvem, ukazující události které se odehrávají po filmu.

## Obsazení
| Bradley Cooper    | Edward Morra    |
| Robert De Niro    | Carlos Van Loon |
| Abbie Cornish     | Lindy           |
| Anna Friel        | Melissa Gant    |
| Johnny Whitworth  | Vernon Gant     |
| Richard Bekins    | Henry Atwood    |
| Robert John Burke | Donald Pierce   |
| Tomas Arana       | muž v kabátě    |